# مجموعة إس تي سي
مجموعة إس تي سي (بالإنجليزية: STC Group) أي مجموعة شركة الاتصالات السعودية (سابقًا: شركة الاتصالات السعودية)؛ شركة مساهمة سعودية ويملك صندوق الاستثمارات العامة السعودي 70% من المجموعة ، تقدّم المجموعة خدمات الهاتف المحمول والثابت، خدمات الإنترنت، البيانات ودوائر المعلومات ،المجموعة كانت تُسمّى سابقًا شركة الاتصالات السعودية، غيّرت اسمها منذ ديسمبر 2019، في كل من السعودية، الكويت والبحرين لتصبح أفرعها باسم إس تي سي السعودية، إس تي سي الكويت وإس تي سي البحرين ، وهي مطروحة للتداول في السوق المالية السعودية تحت اسم إس تي سي ورمزها: 7010.

## المحفظة الاستثمارية والشركات التابعة
(أخر تحديث التقرير المالي للمجموعة في عام 2021)

### أولاً: الشركات التابعة
| م  | اسم الشركة                                                         | دولة التأسيس           | نوع النشاط | الدولة التي تمارس فيها نشاطها | نسبة الملكية (مباشرة وغير مباشرة) |
| -- | ------------------------------------------------------------------ | ---------------------- | --- | ----------------------------- | --------------------------------- |
| 1  | شركة إس تي سي السعودية                                             | السعودية               | خدمات الاتصالات المتنقلة | السعودية                      |                                   |
| 2  | الشركة العربية لخدمات الإنترنت والاتصالات المحدودة (حلول اس تي سي) | السعودية               | خدمات الانترنت وتشغيل مشاريع الاتصالات ونقل ومعالجة المعلومات | السعودية                      | 80%                               |
| 3  | شركة الاتصالات للاستثمار التجاري المحدودة (تي سي اي سي)            | السعودية               | تشغيل وصيانة شبكات الاتصالات وأعمال تنظيم شبكات الحاسب الالي وشبكات الانترنت وصيانة وتشغيل وتركيب نظم وبرامج الاتصالات وتقنية المعلومات | السعودية                      | 100%                              |
| 4  | شركة إس تي سي البحرين                                              | مملكة البحرين          | خدمات الاتصالات المتنقلة في البحرين | مملكة البحرين                 | 100%                              |
| 5  | شركة عقالات المحدودة (عقالات)                                      | السعودية               | إقامة وتملك وإستثمار وإدارة العقار والمقاولات وتقديم خدمات الاستشارية والاستيراد والتصدير لصالح شركة الاتصالات السعودية | السعودية                      | 100%                              |
| 6  | شركة الاتصالات السعودية المتخصصة (اس تي سي المتخصصة)               | السعودية               | مجال الاعمال الكهربائية وشبكات الاتصالات وتجارة الجملة والتجزئة في أجهزة الاتصالات السلكية والاجهزة الكهربائية واستيراد وتسويق وتركيب وصيانة أجهزةالاتصالات السلكية والالسلكية وتقنية المعلومات المرخصة                                                            | السعودية                      | 100%                              |
| 7  | شركة سفاير المحدودة (سفاير)                                        | السعودية               | تجارة الجملة والتجزئة في أجهزة وأنظمة الحاسب الالي والاتصالات السلكية والالسلكية ومعدات الانترنت ومواد الدعاية والاعلان وقطع الغيار والاجهزة الكهربائية وأجهزة الدفع الالي ومعدات نقاط البيع الاليه وبيع خدمات مشغلي الاتصالات وإنشاء مراكز الاتصالات وبيع الخدمات | السعودية                      |                                   |
| 8  | شركة إس تي سي تركيا القابضة المحدودة (اس تي سي تركيا)              | جزر العذراء البريطانية | تقديم الخدمات والدعم الازم المتعلق بالانشة الاستثمارية الخاصة بالمجموعة | تركيا                         | 100%                              |
| 9  | شركة إس تي سي آسيا القابضة المحدودة (اس تي سي آسيا)                | جزر العذراء البريطانية | تقديم الخدمات والدعم لازم فيما يتعلق بأنشطة الاستثمارات للمجموعة | ماليزيا                       | 100%                              |
| 10 | شركة الخليج النموذجية للإعلام الرقمي المحدودة                      | مملكة البحرين          | | دول الخليج العربية            | 100%                              |
| 11 | شركة قنوات التصالات السعودية                                       | السعودية               | تجارة الجملة والتجزئة في خدمات بطاقات الشحن وأجهزة ومعدات الاتصالات وخدمات الحاسب الالي وبيع وإعادة بيع كافة خدمات الاتصالات الثابتة والمتنقلة وصيانة وتشغيل المجمعات التجارية                                                                                     | السعودية ،البحرين ،عمان       | 100%                              |
| 12 | شركة الاتصالات الكويتية (إس تي سي الكويت)                          | دولة الكويت            | خدمات الهاتف النقال في السوق الكويتي | دولة الكويت                   | 51.8%                             |
| 13 | شركة أبراج الاتصالات المحدودة (توال)                               | السعودية               | تملك ابراج الاتصال وإنشائها وتشغيلها وتأجيرها واستثمارها تجاريا | السعودية                      | 100%                              |
| 14 | بنك اس تي سي                                                       | السعودية               | تقديم خدمات المدفوعات الرقمية | السعودية                      | 85%                               |
| 15 | شركة المنطقة الذكية للعقار                                         | السعودية               | تطوير وتمويل وإدارة المشاريع العقارية وإقامة المرافق والمجمعات والمباني التجارية والمكتبية والسكنية | السعودية                      | 100%                              |
| 16 | شركة التكنولوجيا المتقدمة والامن السيبراني                         | السعودية               | خدمات وحلول الأمن السيبراني المتقدمة | السعودية                      | 100%                              |
| 17 | شركة صندوق الابتكار للاستثمار                                      | السعودية               | | السعودية                      | 100%                              |
| 18 | شركة إس تي سي الخليج لإلستثمار القابضة (اس تي سي الخليج)           | مملكة البحرين          | تقديم الخدمات والدعم الازم فيما يتعلق بأنشطة الاستثمارت للمجموعة | دول الخليج العربية            | 100%                              |
| 19 | شركة إس تي سي الخليج لنظم الكابلات                                 | مملكة البحرين          | | دول الخليج العربية            | 100%                              |

### ثانياً: الشركات الزميلة
| م  | اسم الشركة                                  | دولة التأسيس             | نوع النشاط                                                                 | الدولة التي تمارس فيها نشاطها                 | نسبة الملكية (مباشرة وغير مباشرة) |
| -- | ------------------------------------------- | ------------------------ | -------------------------------------------------------------------------- | --------------------------------------------- | --------------------------------- |
| 20 | المؤسسة العربية للاتصالات الفضائية (عربسات) | السعودية                 | الخدمة الهاتفية الاقليميةوخدمات البث تلفزيوني والبث الاذاعي                | الدول العربية                                 | 36.66%                            |
| 21 | اتحاد فيرجن موبايل السعودية                 | السعودية                 | خدمات مشغلي شبكات الاتصالات المتنقلة الافتراضية                            | السعودية                                      | 10%                               |
| 22 | شركة أوجيه تيليكوم                          | الإمارات العربية المتحدة | شركة قابضة تدير استثمارات في قطاع الاتصالات داخل أسواق تركيا وجنوب إفريقيا | الإمارات العربية المتحدة ،تركيا ،جنوب إفريقيا | 35%                               |
| 23 | فيرجن موبايل الكويت                         | دولة الكويت              |                                                                            | السعودية                                      | 10%                               |

### ثالثاً: المشاريع المشتركة
| م  | اسم الشركة                                      | دولة التأسيس | نوع النشاط | الدولة التي تمارس فيها نشاطها | نسبة الملكية (مباشرة وغير مباشرة) |
| -- | ----------------------------------------------- | ------------ | --- | ----------------------------- | --------------------------------- |
| 24 | الشركة العربية للكوابل البحرية المحدودة         | السعودية     | إنشاء وتأجير وإدارة وتشغيل كيبل بحري يربط بين المملكة العربية السعودية وجمهورية السودان لتمرير الاتصالات بينهما وأي دول أخرى | السعودية ،السودان ،ودول اخرى  | 50%                               |
| 25 | شركة مراكز الاتصال (سي سي سي)                   | السعودية     | تقديم خدمات مراكز الاتصالات واستعلامات الدليل مع شركة ايجيس                                                                  | السعودية                      | 49%                               |
| 26 | مجموعة بيناريانج جي إس إم القابضة (بي جي إس إم) | ماليزيا      | خدمات الاتصالات المتنقلة في ماليزيا                                                                                          | ماليزيا                       | 25%                               |

### رابعاً: الاستثمارات الأخرى
| م | الاستثمار                                                 | نوع الاستثمار |
| - | --------------------------------------------------------- | --- |
| 1 | صندوق الاتصالات السعودية لرأس المال الجريء (stc Ventures) | صندوق يستثمر في الشركات الصغيرة والمتوسطة الناشئة التي تعمل في مجال الاتصالات وتقنية المعلومات في السوق السعودي وأسواق عالمية |
| 2 | صندوق إس تي فينشرز (Saudi Technology Ventures)            | صندوق يستثمر دوليا في الشركات التقنية الريادية الخاصة ذات النمو العالي بقيمة إجمالية 500 مليون دولار أمريكي                   |
| 3 | استثمار في صكوك مجموعة بيناريانج جي إس ام القابضة         | |
| 4 | استثمار في صكوك وزارة المالية السعودية                    | |

## وصلات خارجية
- الموقع الرسمي